# Carl von Benzel-Sternau
Carl Ernst Graf von Benzel-Sternau (* 10. Juni 1774; † 2. September 1832 in Rippoldsau; katholisch) war bis 1803 in kurpfälzischen Diensten und danach im badischen Staatsdienst und wurde 1814 in den Ruhestand versetzt.

## Familie
Carl von Benzel-Sternau war der Sohn von Anselm Franz von Bentzel-Sternau  (* 28. August 1738; † 7. März 1786), der kurmainzischer Beamter war.

## Leben
Benzel-Sternau wurde 1797 wirklicher Hofgerichtsrat in Mannheim und 1799 Mitglied mit Sitz und Stimme der adligen Bank des Hofgerichts. Nach Auflösung der Kurpfalz 1803 wurde er Kammerherr und Hofrat im Hofratskollegium in Karlsruhe. Nachdem er 1805 Mitglied der Polizeidirektion Karlsruhe wurde, wurde er am 27. Oktober 1807 zu dessen Direktor ernannt. Ab Januar 1810 wurde er Obervogt und Polizeidirektor beim Stadtamt Karlsruhe. Im September 1813 wurde er außerordentlicher Gesandter und bevollmächtigter Minister am königlich westphälischen Hof in Kassel und erhielt gleichzeitig den Titel Geheimer Rat. 1814 erfolgte die Beförderung zum Geheimen Rat 2. Klasse und die Versetzung in den Ruhestand.

## Auszeichnungen
- 1825 Kommandeurkreuz des Zähringer Löwen-Ordens